# Radivoj Hudetz
Radivoj Hudetz (* 30. Januar 1935 in Zagreb (damals Jugoslawien, heute Kroatien)) ist ein ehemaliger jugoslawischer Tischtennisspieler, -trainer und -funktionär.

## Aktiver
Radivoj Hudetz begann mit dem Tischtennisspiel zunächst in der Schule, von 1947 an im Zagreber Verein Mladost, später in den jugoslawischen Erstligavereinen Sloboda, Industrogradnja, Poštar; danach von 1963 bis 1969 in Deutschland in mehreren Oberliga- und Bundesligavereinen, etwa bei SV Saar 05 Saarbrücken und SV Weißblau-Allianz München. Im Herren- und Jugenddoppel wurde er jugoslawischer Meister, im Herren- und Jugendeinzel wurde er Vizemeister. Er spielte für die Herren- und Jugendauswahl seines Landes und nahm 1958 und 1960 an den Europameisterschaften teil.

## Trainer
Bereits 1959 erhielt er sein Trainer-Diplom von der Sportuniversität Zagreb. Seine Trainerlaufbahn begann er 1960 in der Tischtennisschule Zagreb-Ribnjak, danach als Jugendtrainer des Vereines Poštar (in der Jugend-Mannschaft spielten u. a. Dragutin Šurbek und Zlatko Čordaš). Später wurde er Trainer der jugoslawischen Jugendauswahl. Von 1965 bis 1969 war er Bayerischer Verbandstrainer und Trainer der Jugendauswahl des Deutschen Tischtennis-Bundes. Von 1970 bis 1975 übernahm er dann das Training der Damen von Mladost Zagreb, die mehrfach die Meisterschaft Jugoslawiens errangen. Beinahe parallel dazu war er auch von 1971 bis 1978 Cheftrainer der Jugoslawischen Damen-Nationalmannschaft. Im Jahr 1979 übernahm er das Amt des jugoslawischen Tischtennis-Sportwartes, das er bis 1983 ausübte. Darüber hinaus war er maßgeblich am Konzept und an der Realisierung der Tischtennisschule seines Freundes Tibor Harangozo beteiligt, die er bis 1995 auch als Cheftrainer leitete.

## Lehrberechtigter
Von 1973 bis 1988 war er Professor für Tischtennis an der Sportuniversität in Zagreb und außerdem Gastdozent an den Sportuniversitäten in Sarajevo und Ljubljana, von 1971 bis 2003 bildete er an der Sportuniversität in Zagreb (später Kroatische Sport-Akademie) Tischtennistrainer aus. Bei zahlreichen internationalen Tischtennis-Seminaren in Griechenland, der Schweiz, Italien, Russland, Frankreich, Ägypten, Israel, Zypern, Ungarn, Österreich, Tschechien, Norwegen, Mazedonien und nicht zuletzt Deutschland hielt er Vorträge. Von 1987 an war er mehrere Jahre lang Berater für das Lehrwesen im DTTB.

## Autor
Hudetz schrieb mehrere Fachbücher und mehr als 300 Fachartikel zum Thema Tischtennis, die zum Teil in mehrere Sprachen übersetzt wurden.
Veröffentlichte Bücher in deutscher Sprache:
- Hudetz: Alles über Tischtennis Technik. Tibhar, Saarbrücken 1984
- Hudetz: Taktik im Tischtennis: Mit dem Kopf gewinnen, Saarbrücken 2004, ISBN 978-3-00-013659-7

in anderen Sprachen:
- Hudetz: Tehnika stolnog tenisa, Zagreb 1984, Sportska knjiga (kroatisch)
- Hudetz: Tennis de Table Technique, Spicheren 1986, Frankreich, Wack Sport (französisch)
- Hudetz: Stolni tenis 2000 – tehnika s Vladimirom Samsonovom, Zagreb 2000, Huno Sport (kroatisch)
- Hudetz: Table Tennis 2000 – Technique with Vladimir Samsonov, Saarbrücken 2001, Deutschland, TIBHAR (englisch)
- Hudetz – Jajčević: Stoljeće stolnog tenisa u Hrvatskoj, Zagreb 2002, HSTS (kroatisch)
- Hudetz: Nastolni tenis – tehnika, Moskva 2003, Vista (russisch)
- Hudetz: Tennis stolowy, Kraków 2003, Modest sport (polnisch)
- Hudetz: Taktika stolnog tenisa, Zagreb 2003, Huno Sport (kroatisch)
- Kondrič, Hudetz: Furjan Osnove stolnog tenisa, Zagreb 2010, Kineziološki fakultet Zagreb (kroatisch)

Von 1976 bis 1991 war Hudetz Chef-Redakteur des jugoslawischen TT-Fachmagazins „Spin“, von 1969 bis 2005 Chefredakteur des Fachmagazins „Tischtennis Aktuell“. Im jugoslawischen Lexikographischen Institut bekleidete er von 1980 bis 1986 den Posten des Redakteurs für Sport und den des stellvertretenden Chefredakteurs des „Sport-Lexikons“.

## Funktionär
Radivoj Hudetz bekleidete als Funktionär zahlreiche Ämter innerhalb des jugoslawischen (später des kroatischen) Tischtennisverbandes. Schon 1954 wurde er als Vertreter der Spieler ins Präsidium des Kroatischen Tischtennisverbandes gewählt, später wurde er Generalsekretär des Kroatischen Verbandes, kurze Zeit auch Präsident des Jugoslawischen Tischtennisverbandes. 1977 bis 1984 war er Mitglied und später Vorsitzender der Kroatischen Kommission für Hochleistungssport, von 1983 bis 2007 Mitglied der Ranglistenkommission des ITTF, von 1998 Mitglied des „Board of Directors“ des Tischtennis-Weltverbandes. In der ETTU war er Mitglied des Rates für Entwicklung und Koordinator des olympischen Programms. Bei der Tischtennisweltmeisterschaft 2007 in Zagreb war er Turnierdirektor.

## Auszeichnungen
- ITTF Merit Award (die höchste Auszeichnung der International Table Tennis Federation) im Jahr 1995
- „Trophäe des Kroatischen TT Verbandes“ 1981
- „Preis der Stadt Zagreb“ für Leistungen im Sport
- „Preis der Republik Kroatien“ für Leistungen im Sport 1984.

## Privat
Radivoj Hudetz ist verheiratet und hat einen Sohn.